# 南京北駅 (南京地下鉄)
南京北駅（なんきんきたえき）は中華人民共和国江蘇省南京市浦口区にある、南京地下鉄の駅である。3号線、4号線、18号線、15号線とS4号線が乗り入れ、五路線の接続駅となっている。

## 駅名
駅名については、事業着手当初は南京地下鉄集団は「南京北駅」の仮称を用いており、2024年6月6日に「南京北駅」を駅名として第一次公示され、2022年8月1日に駅名が「南京北駅」に決定したことが発表された。

## 駅構造

### のりば
| 番線 | 路線            | 方面                    | 行先        |
| ---- | --------------- | ----------------------- | ----------- |
|      | 南京地下鉄3号線 | 花旗営方面              | 琥珀泉 行き |
|      | 南京地下鉄3号線 | 天元西路・上秦淮西 方面 | 秣陵 行き   |

## 隣の駅
南京地下鉄
■3号線
花旗営駅 - 南京北駅 - 林場駅
南京地下鉄
■4号線
余家営駅 - 南京北駅 - 護国村駅
南京地下鉄
■15号線
- 南京北駅 -
南京地下鉄
■18号線
- 南京北駅 -
南京地下鉄
■S4号線
■ - 南京北駅 - 盤城駅